# Alexander Pasternak
Pour les articles homonymes, voir Pasternak.
Alexander Leonidovich Pasternak (en russe : Александр Леонидович Пастерна́к), né à Moscou (Empire russe) en février 1893 et mort dans cette ville en février 1982, est un ingénieur, architecte, urbaniste, enseignant et mémorialiste soviétique, membre à part entière de l'Académie russe des arts.